# Godronatura (filatelia)
In filatelia la godronatura (o codronatura) è il meccanismo mediante il quale la pellicola di gomma, posta sul retro dei francobollo per fungere da adesivo (e inizialmente presente come una sottile pellicola uniforme), viene sminuzzata.
Lo scopo della codronatura è impedire che la gomma, riducendosi o dilatandosi in modo diverso dalla carta in fase di calandratura, induca sul francobollo una curvatura o un arricciamento.
Il processo della codronatura viene solitamente effettuato facendo passare il foglio contenente i francobolli tra due rulli, uno liscio e l'altro (quello dalla parte della gomma) avente una superficie ricoperta da una fitta schiera di piccole lame, che tagliuzzano la gomma.
In filatelia la codronatura è presa spesso in considerazione; può capitare infatti, che i segni lasciati da questo processo siano distintamente visibili su di un francobollo e diano indicazioni sulla sua stampa.